# Pluhův Žďár
Pluhův Žďár é uma comuna checa localizada na região da Boêmia do Sul, distrito de Jindřichův Hradec.